# Tonweißer Schüppling
Der Tonweiße Schüppling (Pholiota lenta) ist eine Pilzart aus der Gattung der Schüpplinge (Pholiota) in der Familie der Träuschlingsverwandten (Strophariaceae). Andere Namen für diesen Pilz sind Tonfalber Schüppling oder Tonblasser Schüppling.

## Merkmale
Der Hut hat einen Durchmesser von 3 bis 10 Zentimeter und ist blass tonbräunlich, kann bei trockenem Wetter aber auch fast weißlich sein und einen falbbräunlichen Scheitel aufweisen. Die Huthaut ist stark schleimig. In ihrem Schleim schwimmen weiße Schüppchen, welche im Alter verschwinden. Die Lamellen sind lange blass olivgelblich gefärbt und werden beim Reifen langsam lehmbräunlich. Sie sind gerade bis ausgebuchtet angewachsen und stehen gedrängt. Der Stiel ist weißlich und vollfleischig. Er besitzt gleichfarbige, flockig-sparrige Schuppen. Bei jungen Fruchtkörpern ist im oberen Teil des Stiels eine bald vergehende, flockige Ringzone vorhanden. Das Fleisch ist im Stängelgrund bräunlich, sonst weißlich.
Der Geruch ist unbedeutend. Der Geschmack ist mild, allerdings hinterlässt die Art einen schärflich-rettichartigen Nachgeschmack.
Das Sporenpulver ist braun. Die Sporen sind 6 bis 8 × 3,5 bis 4,5 Mikrometer groß und elliptisch-bohnenförmig. Ihr Keimporus ist sehr fein. Die Zystiden sind bauchig-flaschenförmig und teilweise mit oder ohne gelblichen Inhalt.

## Vorkommen
Der Tonweiße Schüppling kommt in Laubwäldern, seltener auch in Nadelwäldern vor. Oft scheint es, als wüchsen die Fruchtkörper direkt aus dem Boden, doch fast immer entspringen sie liegenden Ästen. Die Art ist häufig. Die Fruchtkörper erscheinen von September bis November.

## Bedeutung
Der Tonweiße Schüppling ist kein Speisepilz.

## Belege
- Ewald Gerhardt: Pilze. BLV Buchverlag, München 2006, ISBN 978-3-8354-0053-5, Seite 253.